# Большой Тегеран
Большой Тегеран (перс. تهران بزرگ‎ — Техра́н-е бозо́рг' ) — агломерация в Иране, в состав которой, как правило, включают город Тегеран, центральную часть провинции (остана) Тегеран, а также шахрестан Кередж в провинции Альборз. В Большом Тегеране проживают около 15 млн человек, из них около 8,5 — в пределах городских границ Тегерана.

Муниципальные районы Тегерана

Большой Тегеран как агломерацию не следует путать с такими понятиями, как:
- остан (провинция) Тегеран (площадь 18814 км², население 13.268 тыс.- 2016). Часть территории остана по плотности населения и удаленности от Тегерана не может рассматриваться как часть городской агломерации;
- шахрестан Тегеран (площадь ~1300 км², население 8.847 тыс. (2016), из которых примерно 97,5% проживает собственно в городе Тегеране);
- город Тегеран как административная единица. Включает 22 муниципальных района (поделенных на 109 кварталов), из которых два района полностью, а один частично расположены за пределами шахрестана Тегеран. Общая площадь — около 730 км².